# Гу Цзюньцзе (футболист)
Гу Цзюньцзе́ (кит. упр. 顾俊杰, род. 7 марта 1988 в Даляне, провинция Ляонин, Китай) — китайский футболист, вратарь команды «Синьцзян Тяньшань Леопард».

## Карьера
Гу Цзюньцзе в 2008 году был переведён в основной состав команды «Ханчжоу Гринтаун» после того, как несколько лет поиграл за молодёжный состав. Тем не менее, ему не удалось провести ни одного матча в основном составе и после этого он перешёл в клуб второго дивизиона «Шэньян Дунцзинь», сделка состоялась в 2009 году. Дебют состоялся 20 июня 2009 года в игре против Наньчан Баи в игре чемпионате, однако он вышел неудачным и команда проиграла со счётом 2-1.
В 2014 году перешёл в клуб первой лиги Китая «Синьцзян Тяньшань Леопард», однако в сезоне 2014 и 2015 годов был вторым вратарём команды. С сезона 2016 года становится основным голкипером.
В январе 2017 года подписал контракт с «Синьцзян Тяньшань Леопард» сроком на три года.

## Национальная сборная
Гу вызывался для игр сборных в возрасте до 17 лет, принял участие в розыгрыше Чемпионата Азии по футболу для игроков не старше 17 лет в 2004 году. Выступал в роли второго вратаря сборной после Ван Далэя.

## Достижения
Сборная Китая по футболу (до 17 лет)
- Чемпионат Азии по футболу среди игроков не старше 17 лет: Победитель, 2004.